# Петров Вал (городское поселение)
Городско́е поселе́ние Петро́в Вал — муниципальное образование в составе Камышинского района Волгоградской области России.
Административный центр — город Петров Вал.

## История
Городское поселение Петров Вал образовано в соответствии с Законом Волгоградской области № 1022-ОД от 5 марта 2005 года.

## Население
| 2018   |
| ------ |
| 12 545 |

## Населённые пункты
В состав городского поселения входят 2 населённых пункта:
| № | Населённый пункт | Тип населённого пункта | Население |
| - | ---------------- | ---------------------- | --------- |
| 1 | Авиловский       | посёлок                | ↗43       |
| 2 | Петров Вал       | город                  | ↗12 526   |